# NGC 1923
NGC 1923 (другое обозначение — ESO 85-SC75) — рассеянное скопление с эмиссионной туманностью в созвездии Золотой Рыбы, расположенное в Большом Магеллановом Облаке. Открыто Джоном Гершелем в 1834 году. К этому скоплению относится сверхпузырь DEM 137, интересный своим слабым излучением в рентгеновском диапазоне. Возраст NGC 1923 составляет менее 10 миллионов лет.
Этот объект входит в число перечисленных в оригинальной редакции «Нового общего каталога».